# Ion Sburlea
Ion Sburlea este un fost fundaș român de fotbal care a jucat fotbal la Steaua București, FC Național București, Dinamo București.

### Activitate
- Universitatea Craiova (1989-1990)
- Jiul Petroșani (1990-1991)
- Steaua București (1991-1992)
- Steaua București (1992-1993)
- Universitatea Craiova (1993-1994)
- Universitatea Craiova (1994-1995)
- Dinamo București (1994-1995)
- Dinamo București (1995-1996)
- FC Național București (1995-1996)
- FC Național București (1996-1997)
- FC Național București (1997-1998)
- FC Național București (1998-1999)
- Apollon Limassol (1998-1999)
- FC Național București (1999-2000)
- Maritimo (1999-2000)
- Ceahlăul Piatra Neamț (2000-2001)
- Astra Ploiești (2001-2002)

## Legături externe
- Ion Sburlea la transfermarkt.com